# Ruch Demokratyczno-Społeczny
De Democratische-Sociale Beweging (RDS) (Pools: Ruch Demokratyczno-Społeczny) was een linkse politieke partij, die in de jaren 1991-1992 in Polen heeft bestaan.
De RDS werd op 20 april 1991 opgericht door Zbigniew Bujak, een van de oprichters en leiders van de Burgerbeweging Democratische Actie (ROAD), die de kandidatuur van Tadeusz Mazowiecki in de presidentsverkiezingen van 1990 had gesteund. Toen de ROAD in de nieuw opgerichte Democratische Unie opging, weigerde Bujak toe te treden en richtte hij in plaats daarvan een eigen, sociaaldemocratische partij op. Bij de parlementsverkiezingen van 1991 behaalde deze echter slechts één zetel, die ten deel viel aan Bujak zelf. In 1992 ging de RDS, samen met Solidariteit van de Arbeid en de restanten van de Poolse Sociaaldemocratische Unie, op in de Unie van de Arbeid (UP).